# Alter Friedhof Mölln

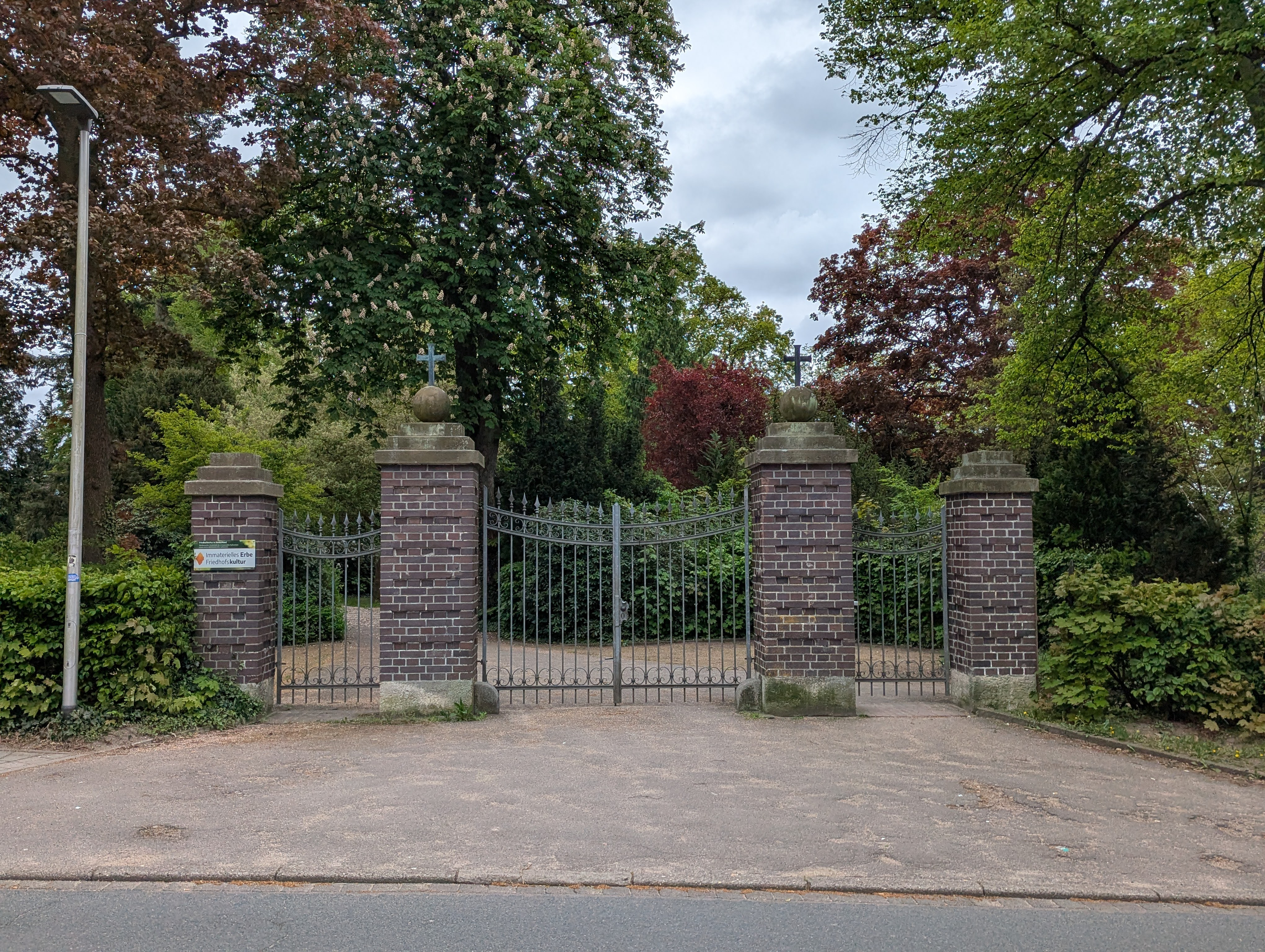
Tor Alter Friedhof Mölln, Hindenburgstraße

Der Alte Friedhof an der Hindenburgstraße in Mölln ist der ältere der beiden örtlichen Friedhöfe.
Er wurde am 1. Juli 1840 eingeweiht und steht, wie der 1978 eröffnete Neue Friedhof in der Waldstadt in Mölln unter der Trägerschaft der Evangelisch-Lutherischen Kirchengemeinde in Mölln. Der Alte Friedhof zeichnet sich durch den alten Baumbestand und einen parkähnlichen Charakter aus und befindet sich in der Nähe des Stadtzentrums an der Hindenburgstraße.
Da die Stadt Mölln als Kommune keinen eigenen Friedhof für die Bürger der Stadt vorhält, erfüllt der Alte Friedhof in Mölln als sogenannter Monopolfriedhof auch kommunale Aufgaben, so dass auf ihm alle Bürger der Stadt Mölln bestattet werden können.

## Geschichte
Im Juli 1840 wurde am damaligen Stadtrand in Mölln ein Friedhof errichtet. Bis dahin waren die Toten auf dem Kirchhof rund um die Kirche St. Nicolai beigesetzt worden. Die Neuanlage eines Friedhofs im 19. Jahrhundert war notwendig geworden, weil die Bevölkerung der Stadt rasch wuchs. Zählte man 1810 erst rund 1700 Einwohner, war die Zahl bis 1840 schon auf fast 2700 Einwohner angewachsen. Auch neue wissenschaftliche Erkenntnisse haben zu der Zeit eine Rolle gespielt. Nach der Cholera-Epidemie von 1831/1832 verlegte man in vielen Städten die Friedhöfe vor die Tore. In Mölln lag der Friedhof um die Nicolai-Kirche auf dem höchsten Punkt der Altstadt, und viele der öffentlichen Brunnen befanden sich am Fuße des Kirchberges. So liegt es nahe, dass auch hygienische Bedenken die Neuanlage notwendig erscheinen ließen.

## Immaterielles Kulturerbe
Die Friedhofskultur in Deutschland ist Immaterielles Kulturerbe. Auf Empfehlung der Deutschen UNESCO-Kommission hat im März 2020 die Kultusministerkonferenz die Aufnahme in das Bundesweite Verzeichnis des immateriellen Kulturerbes beschlossen. Der Alte Friedhof in Mölln wurde am 29. September 2023 offiziell in die Liste der Friedhöfe aufgenommen, die sich den Zielen dieses Kulturerbes verpflichtet haben.

## Bauwerke

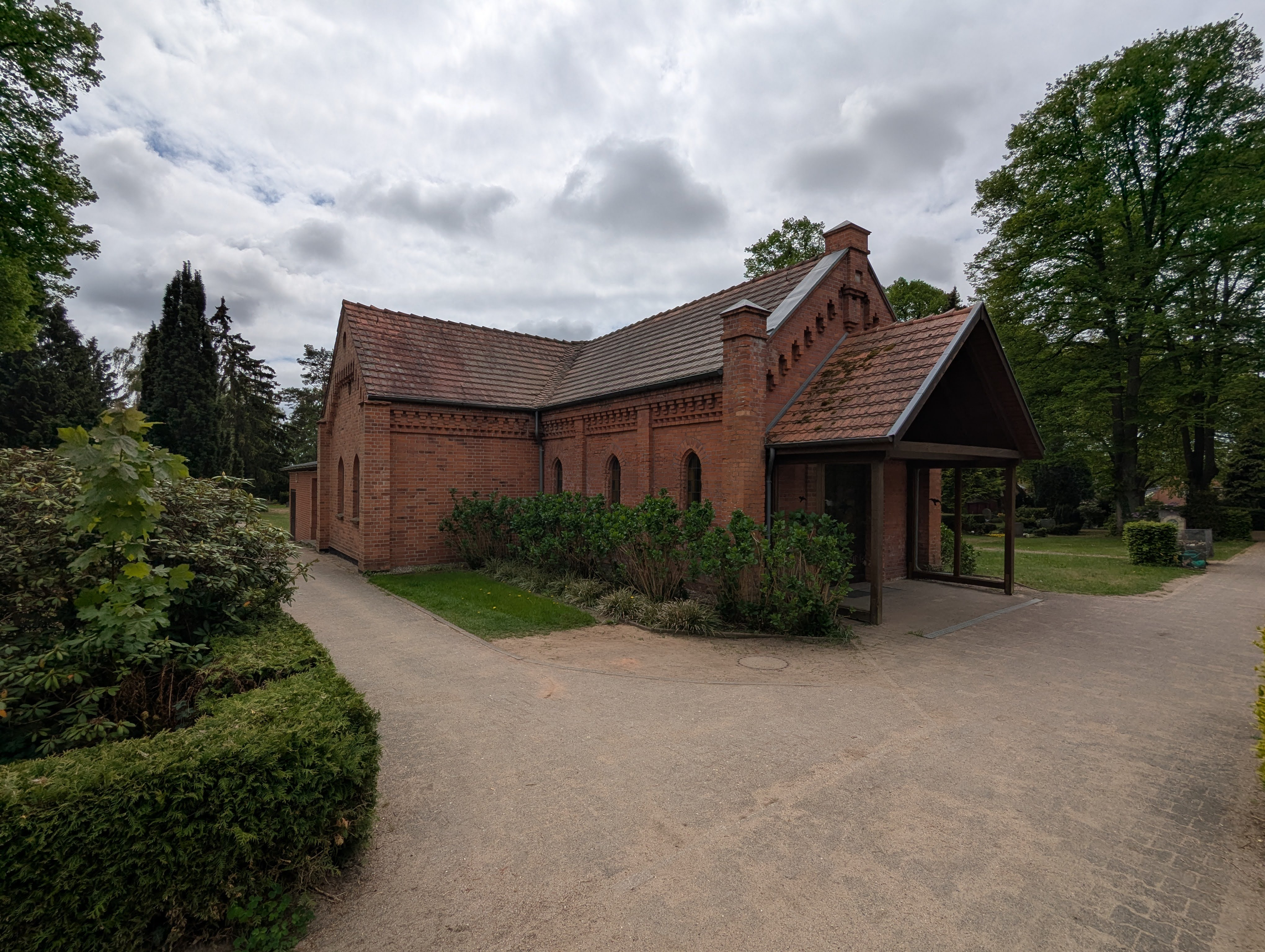
Kapelle

Die Kapelle auf dem Alten Friedhof wurde im Jahr 1885 nach Zeichnungen von Landbaumeister Carl August Wilhelm Lohmeyer zunächst als Leichenhalle gebaut. 1901 wurde diese mit einem Anbau versehen und 1931 grundlegend umgestaltet. Bei diesem Umbau erhielt die Kapelle ihre heutige Kreuzform. 1963 wurden weitere Funktions- und Verwaltungsräume angebaut.
Für die Verwaltung und Bewirtschaftung der Friedhöfe wurde 1986 unterhalb der Gedenkstätte für die Opfer der Weltkriege ein Verwaltungs- und Wirtschaftsgebäude fertiggestellt. Seit 2008 hat die Verwaltung und Leitung der Möllner Friedhöfe ihren Sitz im Verwaltungszentrum der Ev.-Luth. Kirchengemeinde in Mölln am Jochim-Polleyn-Platz.

### Gruftkapelle der Familie Dahm

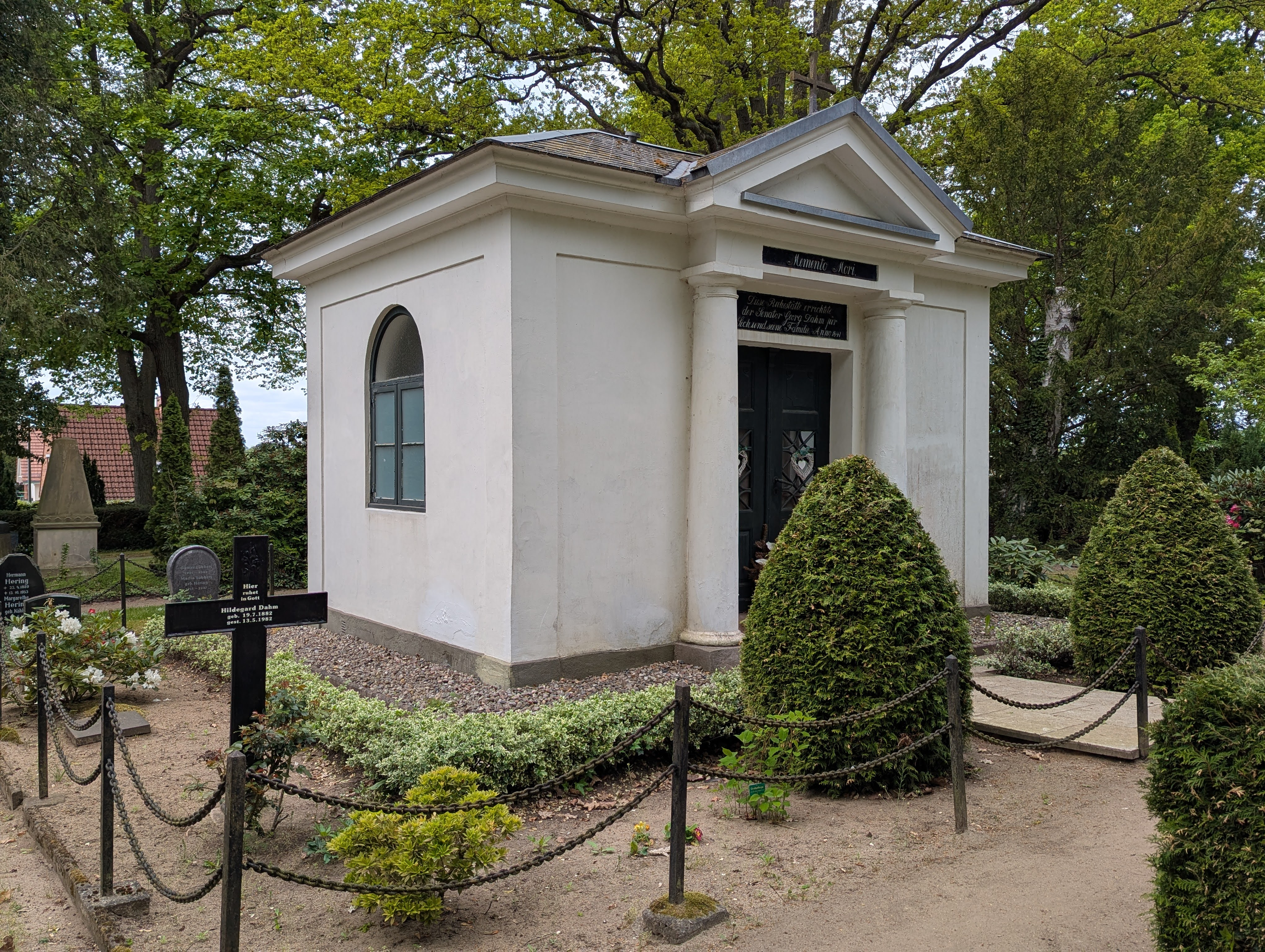
Mausoleum Dahm (erbaut 1841)

Die Familie Dahm ist seit den 70er Jahren des 18. Jahrhunderts in Mölln ansässig. Mitglieder dieser Kaufmannsfamilie bekleideten im 19. Jahrhundert verschiedene Ehrenämter in der Stadt – sie waren Senatoren, Feuergräfen und Kirchenjuraten. Besonders hervorzuheben ist der 1812 in Mölln geborene Bürgermeister und letzte Stadthauptmann Wilhelm Dahm, der Rechtswissenschaft studiert hatte und sich in Mölln als Advokat und Notar niederließ. 1848 wurde Dahm im Alter von 36 Jahren Senator und Vertreter des Stadthauptmanns. 1853 wurde er Bürgermeister und Stadthauptmann, wodurch er gleichzeitig Vorsitzender des Zivil- und Kriminalgerichts war. Erst 1870 wurden Verwaltung und Justiz im Herzogtum Lauenburg getrennt. Dahm wurde als Amtsrichter nach Lauenburg/E. versetzt. Der Magistrat verlieh ihm am 10. März 1870 das Ehrenbürgerrecht der Stadt.
Das 1841 von Senator Georg Dahm errichtete Mausoleum steht unter Denkmalschutz. Es ist ein eingeschossiger Putzbau unter flachem Zeltdach mit klassizistischer Fassadengestaltung und einem Portikus mit Dreiecksgiebel auf dorischen Säulen.

### Kriegsgräber und Gedenkstätten
Auf dem Alten Friedhof gibt es mehrere Flächen für Sammelgräber und 401 Einzelgräber, die nach dem Gesetz über die Erhaltung der Gräber der Opfer von Krieg und Gewaltherrschaft besonders geschützt und gepflegt werden. Gedenksteine und Kreuze weisen auf diese Plätze hin
Im Einzelnen sind dies:
- Gedenkstein für die russlanddeutschen Flüchtlinge 1930: Begräbnisplatz für 22 in Mölln vor der Weiterreise verstorbene Russlandmennoniten
- Grabmal für die Gefallenen des Ersten Weltkrieges: Insgesamt sind im 1. Weltkrieg 214 aus Mölln stammende Soldaten gestorben. Auf dem Platz vor dem Findling fanden 17 Soldaten ihre letzte Ruhestätte
- Gräber von Kriegsgefangenen, Zwangsarbeiterinnen und Zwangsarbeitern: hier sind 49 Soldaten der Roten Armee beigesetzt; weitere 21 verstorbene Kriegsgefangene, 2 Zwangsarbeiterinnen und eine unbekannte Frau wurden 1948 hier beigesetzt
- Gedenkstätte für die Kinder osteuropäischer Zwangsarbeiterinnen: 27 Kinder dieser Arbeiterinnen starben im Lager der Möllner Heeresmunitionsanstalt MUNA[6]
- Ehrenfriedhof für die Gefallenen des Zweiten Weltkriegs: Auf dem Soldatenfriedhof für die Gefallenen des Zweiten Weltkriegs haben 360 Soldaten, eine belgische Krankenschwester und vier Zivilpersonen ihre letzte Ruhe gefunden

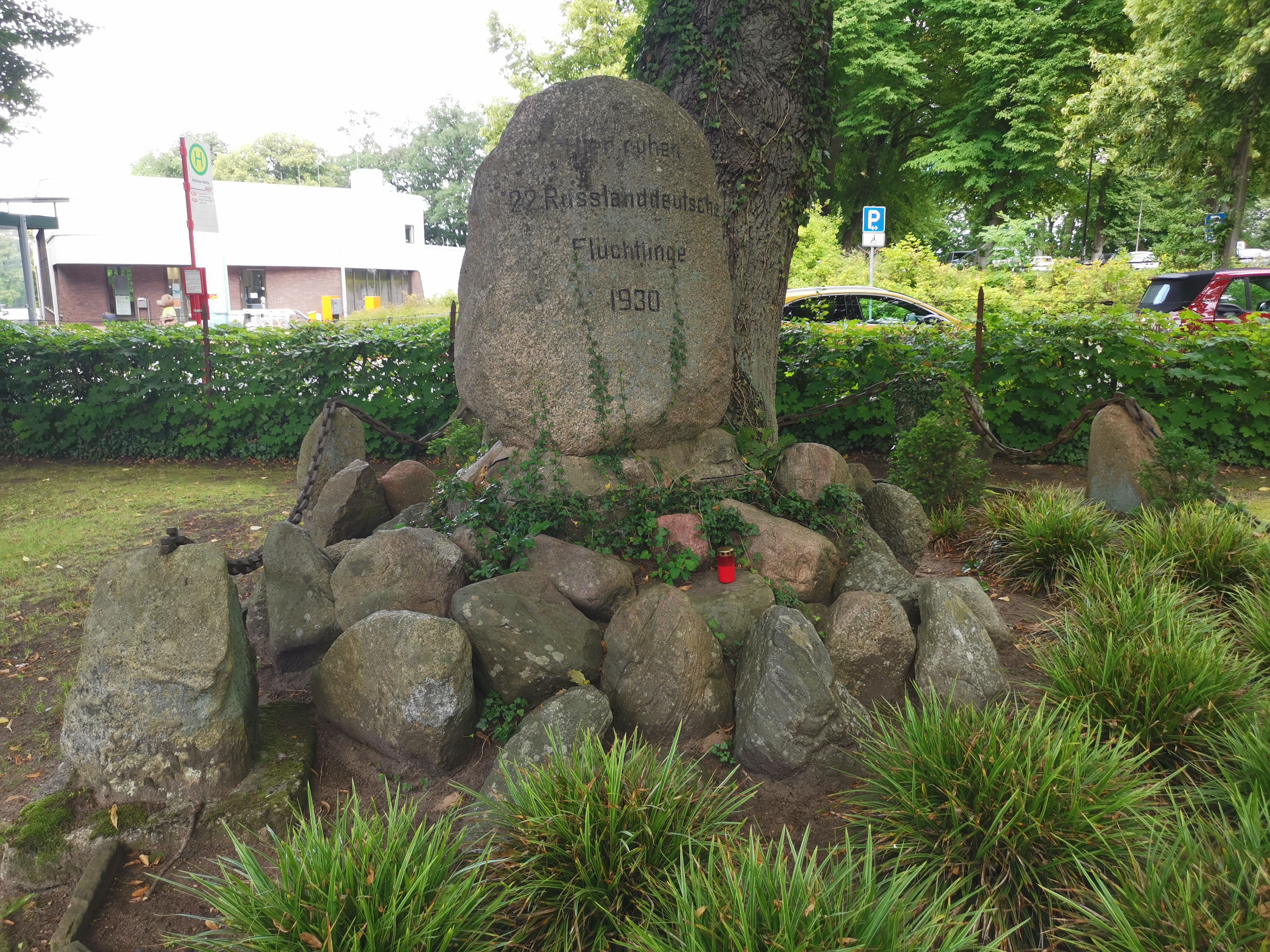
Gedenkstein Russlanddeutsche Flüchtlinge 1930
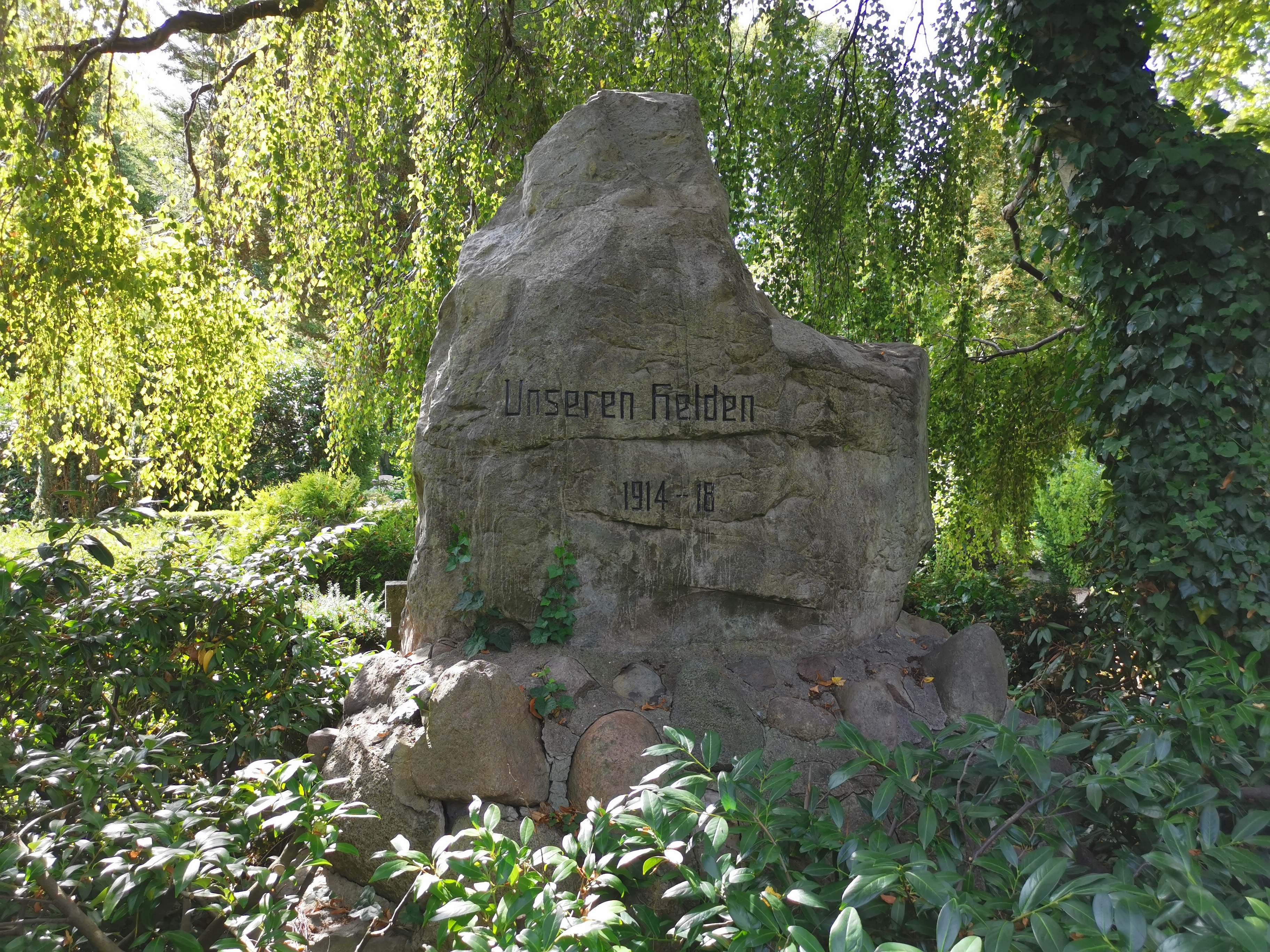
Gedenkstein für die Gefallenen des Ersten Weltkrieges
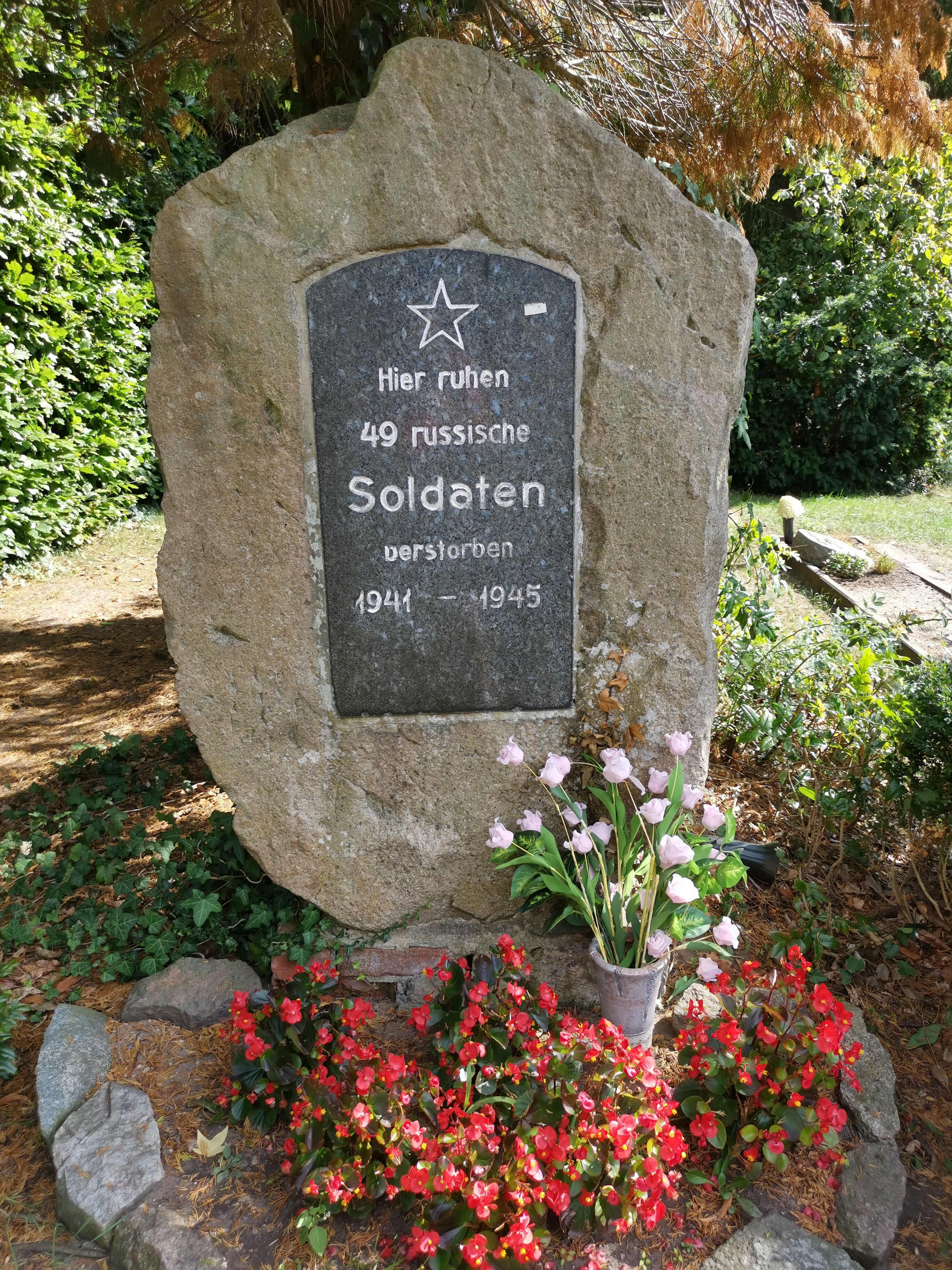
Gedenkstätte für die Soldaten der Roten Armee
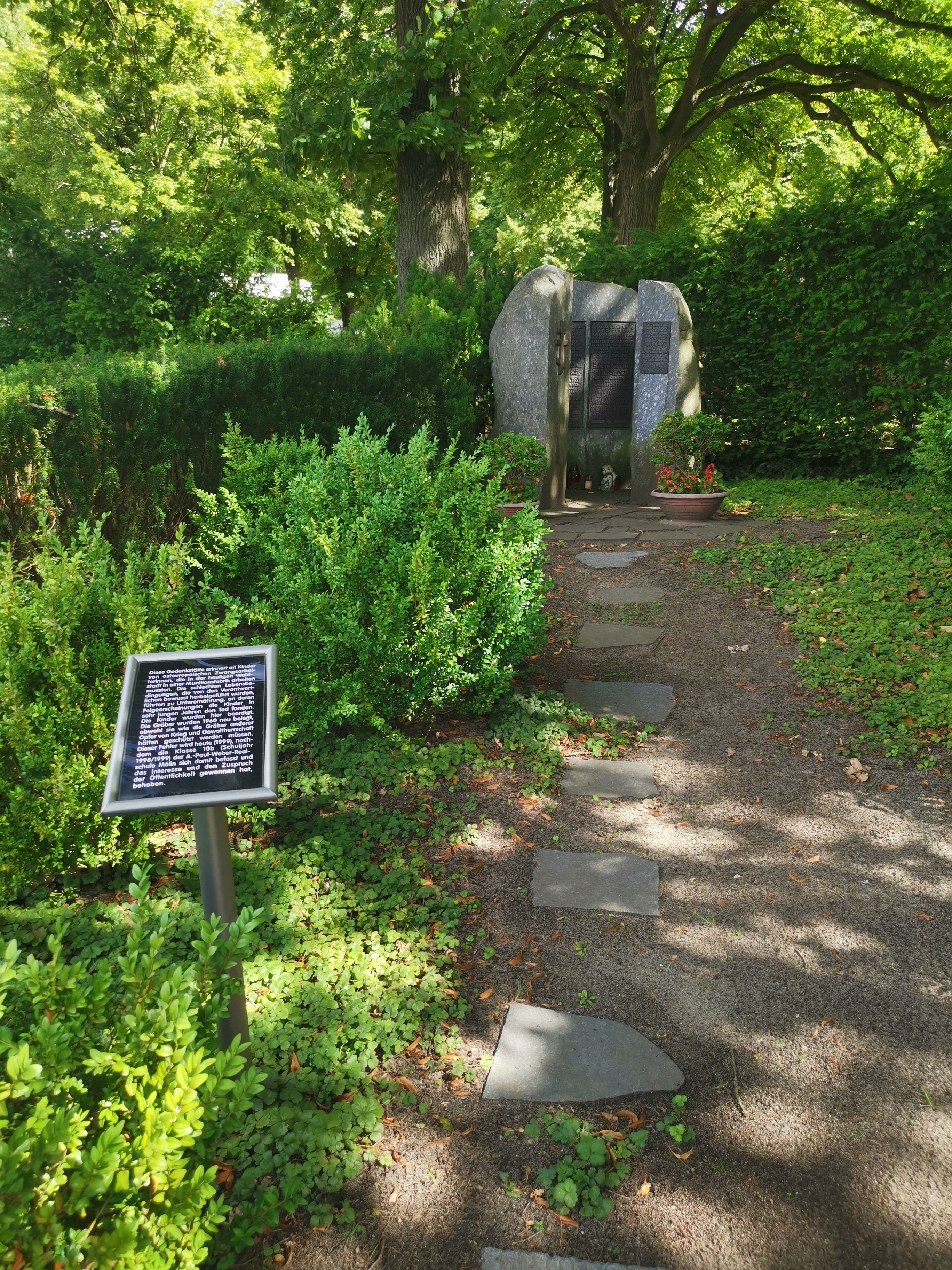
Gedenkstätte für die Kinder von Zwangsarbeiterinnen

### Gräber bekannter Persönlichkeiten

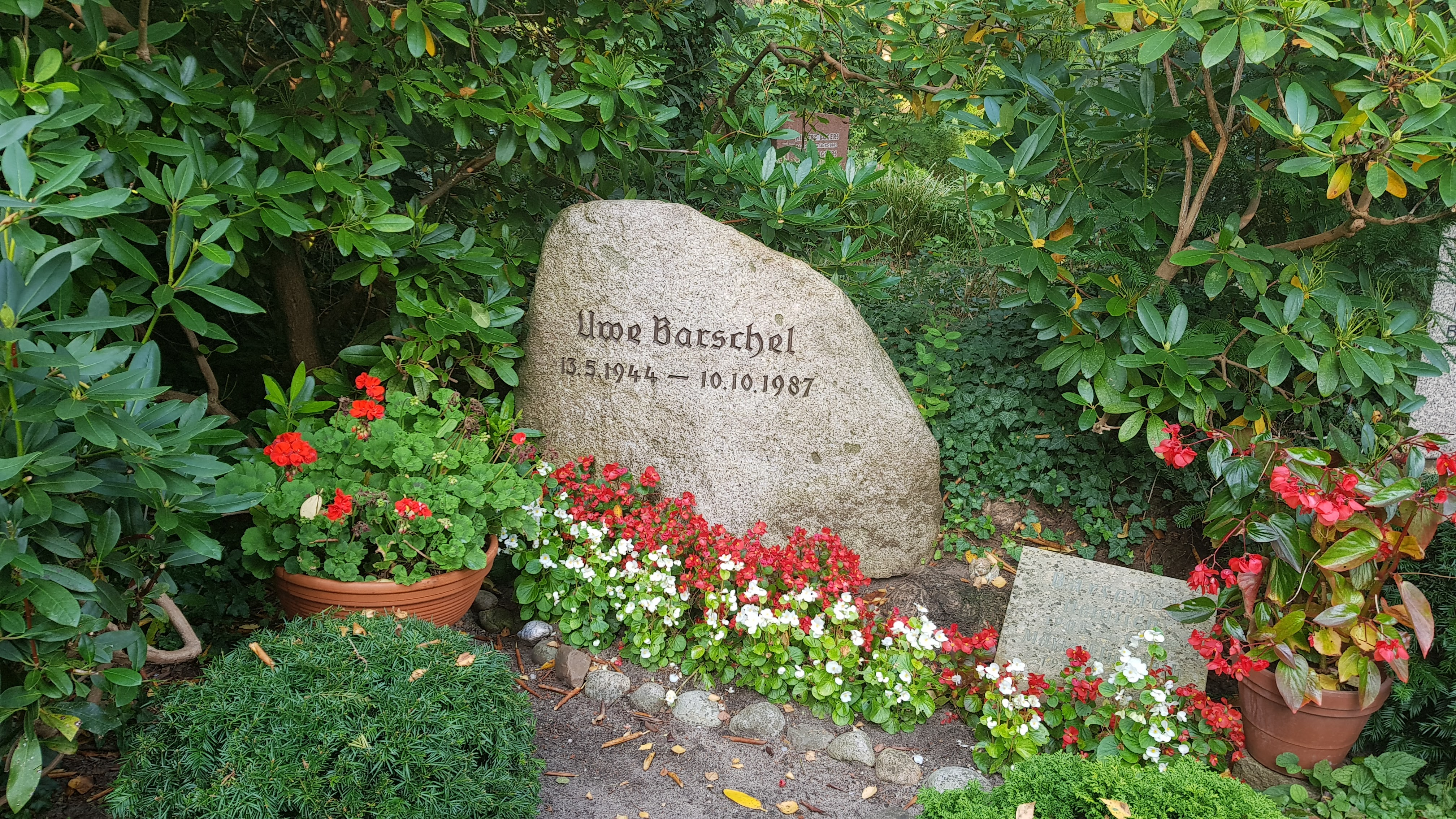
Grab Uwe Barschel

- Karl Gatermann der Ältere (1883–1959), Maler und Illustrator
- Uwe Barschel (1944–1987), Ministerpräsident Schleswig-Holstein
- Karlheinz Goedtke (1915–1995), Bildhauer
- Friedrich August von Wickede (1788–1854), Stadthauptmann und Möllner Bürgermeister
- Eggert Friedrich Hoeltich (1762–1848), Möllner Bürgermeister und Stifter
- Eckhart Walsemann (1933–2004), Botaniker
- Franz-Joseph von Lilien (1891–1949), Bankdirektor
- Hilde Fürstenberg (1902–2005), Schriftstellerin und Verlegerin

### Reerdigung
Die Reerdigung ist eine alternative Bestattungsmethode, die den menschlichen Körper in 40 Tagen mithilfe von Mikroorganismen in fruchtbare Erde umwandelt. Die Wortschöpfung verbindet die Rückkehr in die Erde mit dem gesamten Prozess der Beerdigung. Im Englischen wird die Reerdigung »natural organic reduction« (natürliche organische Reduktion) oder auch » terramation« genannt.
Die erste Reerdigung in Deutschland und Europa wurde im Februar 2022 in einem Kokon in der Kapelle auf dem Neuen Friedhof in Mölln durchgeführt. Die auf diese Weise reerdigte Person wurde auf dem Alten Friedhof in Mölln in Schleswig-Holstein beigesetzt.

### Neuer Friedhof
Da der Alte Friedhof an der Hindenburgstraße nicht beliebig vergrößert werden kann, begann man im Jahr 1967 mit den Planungen eines Neuen Friedhofs für Mölln. Seitens der Stadt Mölln wurde der Kirchengemeinde hierfür im Jahr 1973 ein fünf Hektar großes Gelände am Wasserkrüger Weg kostenfrei zur Verfügung gestellt. 1976 erfolgte die Grundsteinlegung für die Kapelle und die Betriebsräume durch Pastor Egbert Heinze und Bürgermeister Walter Lutz. Die Einweihung fand am 13. August 1978 statt. Aufgrund der Veränderung in der Bestattungskultur merkte man Anfang der 2000er Jahre, dass der Neue Friedhof langfristig nicht benötigt wird. Eine 2016 erstellte Friedhofsentwicklungskonzeption wird seitdem konsequent umgesetzt. Diese sieht vor, den Neuen Friedhof langfristig zurückzubauen und neue Beisetzungen nur noch am Alten Friedhof durchzuführen. Die Kapelle am Neuen Friedhof wird seit 2022 nicht mehr für Trauerfeiern benutzt. Die Firma Circulum Vitae hat diese seitdem in einer Öffentlich-privaten Partnerschaft (PPP) angemietet und benutzt die Räumlichkeiten als Alvarium für Reerdigungen.

### Führungen
In Kooperation mit der Stadt Mölln werden auf dem Alten Friedhof in Mölln regelmäßig Führungen zu historischen Gräbern und Gedenkstätten durchgeführt. Die Termine werden auf der Website der Friedhöfe veröffentlicht.

### Lange Nacht des Friedhofs
Seit 2010 findet auf dem Alten Friedhof im Abstand von meist drei Jahren eine im Herzogtum Lauenburg etablierte Kulturveranstaltung, die sogenannte Lange Nacht des Friedhofs statt.